# Croce commemorativa del II Corpo d'armata (seconda guerra mondiale)
La Croce commemorativa del II Corpo d'Armata fu una medaglia non ufficiale realizzata per iniziativa privata, rivolta a tutti coloro che avessero militato nel II Corpo d'Armata dell'esercito italiano durante la Guerra d'Etiopia.

## Insegne
- La medaglia era costituita da una croce greca in bronzo smaltata di rosso e bordata d'oro, avente al centro l'aquila romana con le ali spiegate caricata in petto dello scudo di Savoia e recante tra le zampe un cartiglio con l'indicazione "II° CORPO D'ARMATA A.O.". Il retro era piano senza smalti con la scritta in rilievo "DEPOSITATO A TERMINI DI LEGGE STAB. ARTISTICI FIORENTINI FIRENZE", relativa al deposito del brevetto da parte della ditta fabbricante.
- Il nastro era rosso.